# Medalha de Ouro Engelgardt
A Medalha de Ouro Engelgardt (em russo:  Золотая медаль имени В.А. Энгельгардта) é uma condecoração que homenageia o bioquímico e biólogo molecular russo Vladimir Engelgardt. Concedida a cada cinco anos desde 1994 pela Academia de Ciências da Rússia na área da biologia molecular.

## Recipientes
- 1994 Aleksander Baev
- 1999 Andrei Darievich Mirzabekov
- 2004 Lev Kisseliov
- 2009 Georgij Georgiev
- 2014 Jevgeni Sverdlov
- 2019 Alexander Alexandrovich Makarov[1]